# このドキュメンタリーがヤバい!
『このドキュメンタリーがヤバい!』は、2020年12月29日よりNHK総合テレビで放送されている教養番組。
キャッチコピーは「ヤバいほどリアル、ヤバいほど泣ける、未知の世界を垣間見られる。今年話題になったイチ推しのドキュメンタリーを紹介」。

## 概要
1年間にNHKで放送したドキュメンタリーからノミネート。その中からドキュメンタリーLOVEなゲストたちが「ヤバい」くらいに面白かった番組・作品をキュレーションし、初心者ゲストにプレゼンする。

## 出演者

### 司会
- 杉浦友紀（NHKアナウンサー）[1]

### 第1回
- 2020年12月29日 13:05 - 15:00

スタジオ
あばれる君、大島新（ドキュメンタリー監督）、伊藤詩織（映像ジャーナリスト）、金川雄策（ヤフージャパン プロデューサー）、コムアイ（アーティスト）、りゅうちぇる
VTR出演
モーリー・ロバートソン
- BS1スペシャル「あのとき、タクシーに乗って～新型コロナ・緊急事態宣言の東京～」
- ETV特集 7人の小さき探求者～変わりゆく世界の真ん中で～
- 目撃！にっぽん「泣き寝入りはしない～密着“コロナ切り”との闘い～」
- ETV特集「マスクが消えた日々～医療現場をどう守るのか～」
- BS1スペシャル「100カメ特別版 緊急事態宣言下のステイホーム」
- ストーリーズ ノーナレ「校長は反逆児」
- ETV特集「“ワケあり”りんご」
- ストーリーズ ノーナレ「新型コロナと音の風景」
- ETV特集「人知れず表現し続ける者たちIII」
- NHKスペシャル「ヒグマと老漁師～世界遺産・知床を生きる～」
- Zの選択「＃恋愛って必要ですか」
- NHKスペシャル「認知症の第一人者が認知症になった」
- ETV特集「サヘルの旅～傷みと生きるということ～」
- ストーリーズ ノーナレ「みんな先に行っちゃう」
- BS世界のドキュメンタリー「RBG 最強の85歳 前・後編」
- BS世界のドキュメンタリー「中国 デジタル統治の内側で～潜入・新疆ウイグル自治区～」
- ドキュランドへ ようこそ！「美しき宝物～親の死と向き合う子どもたち～」
- 目撃！にっぽん「番地のなかった街で　在日コリアン２世“最後の語り”」
- ハートネットTV「Our Family ～３人の子育て～」
- ETV特集「お父さんに会いたい～“じゃぱゆきさん”の子どもたち～」
- ETV特集「調査ドキュメント～外国人技能実習制度を追う～」
- 目撃！にっぽん「負けてたまるか～叔父と甥 港町の震災9年～」
- NHKスペシャル 揺れるアメリカ 分断の行方」
- その他　ネット時代のドキュメンタリーとして「Yahoo！JAPANクリエイターズプログラム」に掲載されている短時間映像作品を紹介

### 第2回
- 2021年12月30日 08:35 - 10:00

スタジオ
設楽統、ヒコロヒー、長濱ねる、大島新、齊藤和義（ドキュメンタリー番組好き、hanako出版社編集キャップ）
今年もあの特番が返ってきた！今、雑誌で特集されひそかなブームとなっているドキュメンタリー。2021年NHKの話題作108本の中からみんなのイチオシを選出
- プロフェッショナル 仕事の流儀「庵野秀明スペシャル」
- ストーリーズ のぞき見ドキュメント100カメ「オールナイトニッポン」
- ETV特集「五味太郎はいかが？」
- ストーリーズ ノーナレ「シュガーデート」
- NHKスペシャル「REGENERATION 銃弾のスラム 再生の記録」
- ETV特集「パンデミック 揺れる民主主義 ジェニファーは議事堂へ向かった」
- シェア・ストーリーズ～人生最後に誰と何を話しますか？～
- 東北ココから 埋もれたい“俺”23歳の景色
- ストーリーズ ノーナレ「クイズ 最高の一問」
- ドキュメント72時間「夏の終わりに 駅地下の駐輪場で」
- カノン～家族のしらべ 2017-2021～
- NHKスペシャル「イナサ～風寄せる大地 16年の記録～」
- BS世界のドキュメンタリー「地球温暖化はウソ？世論動かす“プロ”の暗躍」
- 日本一の氷爆に挑む「立山連峰ハンノキ滝 単独初登攀の記録」
- ETV特集「夫婦別姓“結婚”できないふたりの取材日記」
- 目撃！にっぽん「妹が生まれなかったかもしれない世界～出生前診断と向き合って～」
- NHKスペシャル「緊迫ミャンマー 市民たちのデジタル・レジスタンス」

### 第3回
- 2022年12月30日 10:05 - 11:45

スタジオ
佐藤栞里、設楽統、ヒコロヒー、長谷川忍、齊藤和義
ナレーション
浪川大輔
2022年の1年間にNHKで放送したドキュメンタリーを中心に、170本のノミネートの中から厳選され、番組で紹介される番組の一部をご紹介
- NHKスペシャル 「新型コロナ病棟　いのちを見つめた900日」

- ノーナレ 「THE LAST MILE ルボ・ジャン 最後の歩み」
- 映像の世紀バタフライエフェクト 「ベルリンの壁崩壊　宰相メルケルの誕生」
- ドキュメント20min. 「文字メンタリー　－あなたにしみこむ３１音－」
- １００カメ 「美容クリニック」
- ふたりのディスタンス 「爆笑問題　太田光と妻・光代」
- Dearにっぽん 「ひとりたどり着いた山里で　～和歌山・田辺～」
- NHKスペシャル 「北の海　よみがえる絶景」
- BS1スペシャル 「正義の行方～飯塚事件　30年後の迷宮～ 第1部 逮捕、第2部 死刑、第3部 検証」
- ETV特集 「ブラッドが見つめた戦争　あるウクライナ市民兵の８年」
- ETV特集 「消滅集落の家族」
- ETV特集 「餅ばあちゃんが教えてくれたこと」